# يو إس إس كارني
يو إس إس كارني (بالإنجليزية: USS Carney)‏ هي بارجة حربية أمريكية تابعة للبحرية الأمريكية، وسميت بإسم الضابط الأمريكي روبرت كارني الذي شغل منصب رئيس العمليات البحرية في فترة رئاسة دوايت د. أيزنهاور.
إثر هجمات المقاومة الفلسطينية حماس على الأراضي المحتلة الفلسطينية وإندلاع عملية طوفان الأقصى أرسلت وزارة الدفاع المدمرة نحو البحر الأحمر للتصدي لهجمات الحوثيين في اليمن.